# Kabul (folyó)
A Kabul (perzsául: دریای کابل) 700 kilométer hosszú folyó, Afganisztán keleti részének fő folyója. Az afganisztáni Maidan Wardak tartományban, a Hindukus-hegységben ered, és az Unai-hágónál különül el a Helmand folyó vízgyűjtőjétől. A folyó Pakisztánban, Attok közelében ömlik az Indusba.

## Leírása

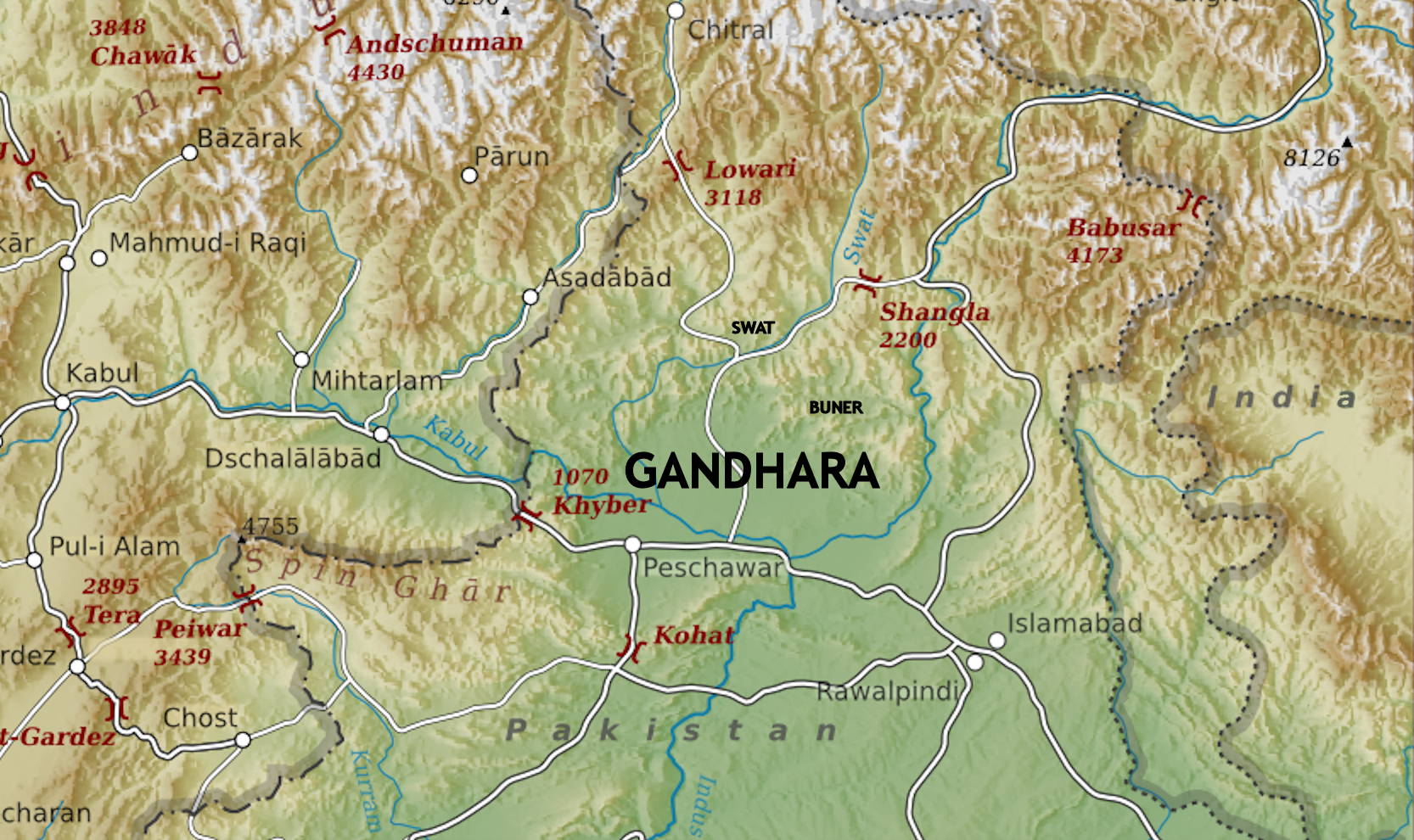
A Kabul folyó térképen

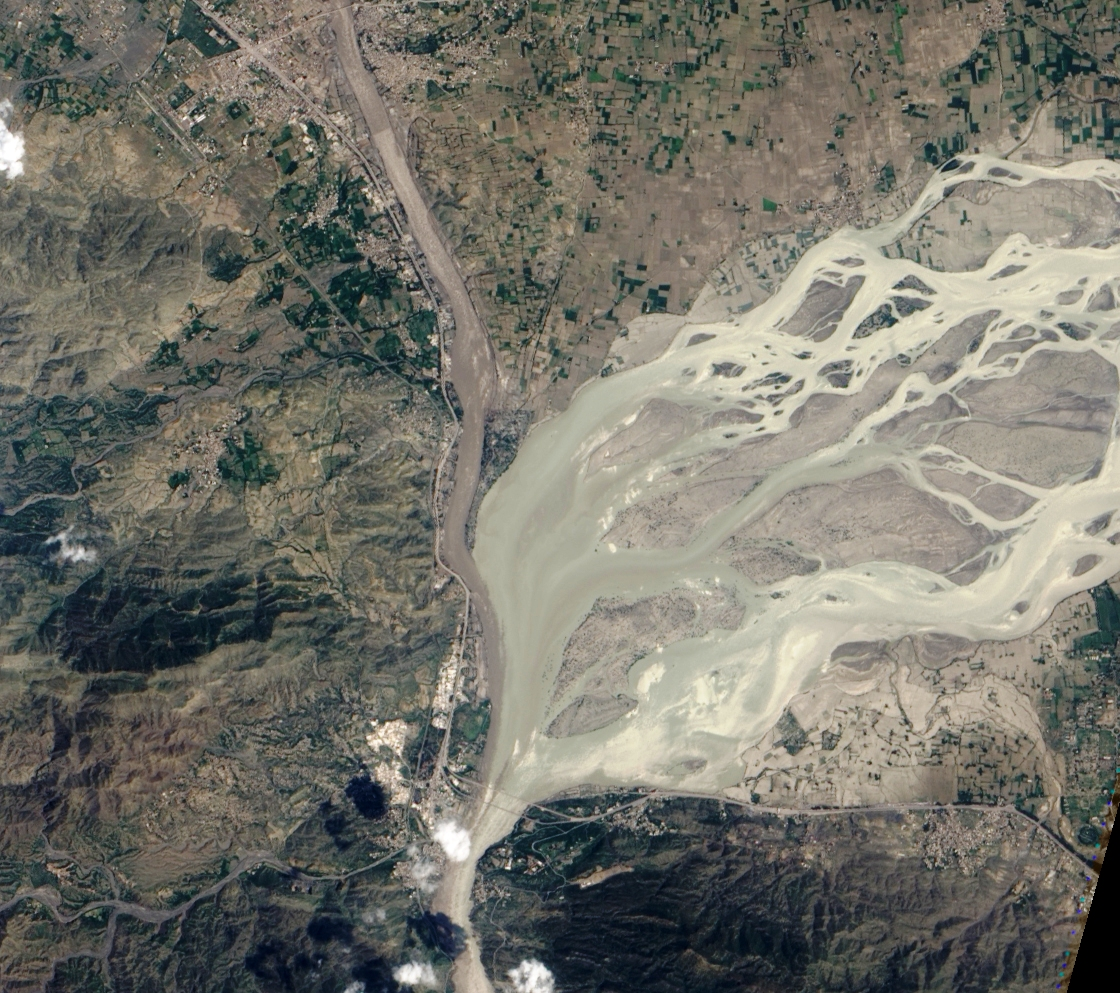
A Kabul és az Indus folyók találkozása Pakisztánban légi felvételen

A Kubhā szó, amely a folyó ősi neve, mind szanszkrit, mind avesztai szó, mely később Kābul-ra változott. A folyó  adta a nevét később Kabul régiónak és Kabul településnek is.
A 700 km hosszúságú folyó Afganisztánban, a Hindukus-hegységben, Maidan Wardak tartományban ered 2400 méter tengerszint feletti magasságban, majd Pakisztánban a pandzsábi Attok környékén az Indus folyóba torkollik.
A Kabul folyó Afganisztánban áthalad Kabul, Surobi és Dzsalálábád városokon, majd a Durand-vonalon át Pakisztánba, Haibar-Pahtúnhva tartományba ér. Ebben a tartományban a folyó Pesavar, Charsadda és Nowshera városokon folyik keresztül.

### Fő mellékfolyói
A Kabul fő mellékfolyói a Logar, a Panjshir, az Alingar, a Surkab, a Kunar, a Bara és a Swat folyók.

### Hidrológia
A Kabul az év nagy részén csak szivárog, de nyáron vize megduzzad a Hindukus hóolvadása miatt. Legnagyobb mellékfolyója a Kunar, amely a a pakisztáni Chitralban, a Brughil-völgyben található Chiantar-gleccerből eredő Mastuj folyóból indul ki, majd ezután délre, Afganisztánba ömlik és a Nurisztánból érkező Bashgal folyóval is találkozik. A Kunar és a Kabul Dzsalálábád közelében folynak össze. Annak ellenére, hogy a Kunar a bővizűbb, a folyó Kabul néven folytatja útját a név politikai és történelmi jelentősége miatt.

### Gátak a folyón
A Kabul folyón több gát is található. A Naghlu-, Surobi- és Darunta-gátak Afganisztánban, Kabul és Nangarhar tartományokban, míg a Warsak-gát Pakisztánban a Pesavari-völgyben található, Pesavar városától kb. 20 km-re északnyugatra.

### Képek

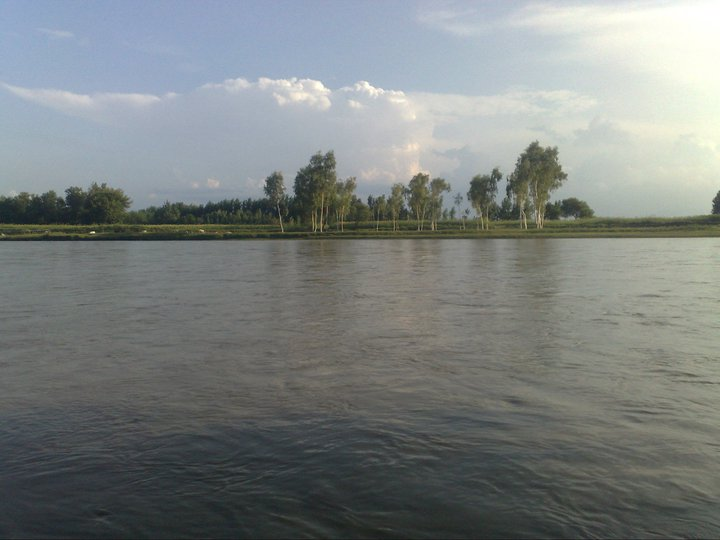
A Kabul folyó
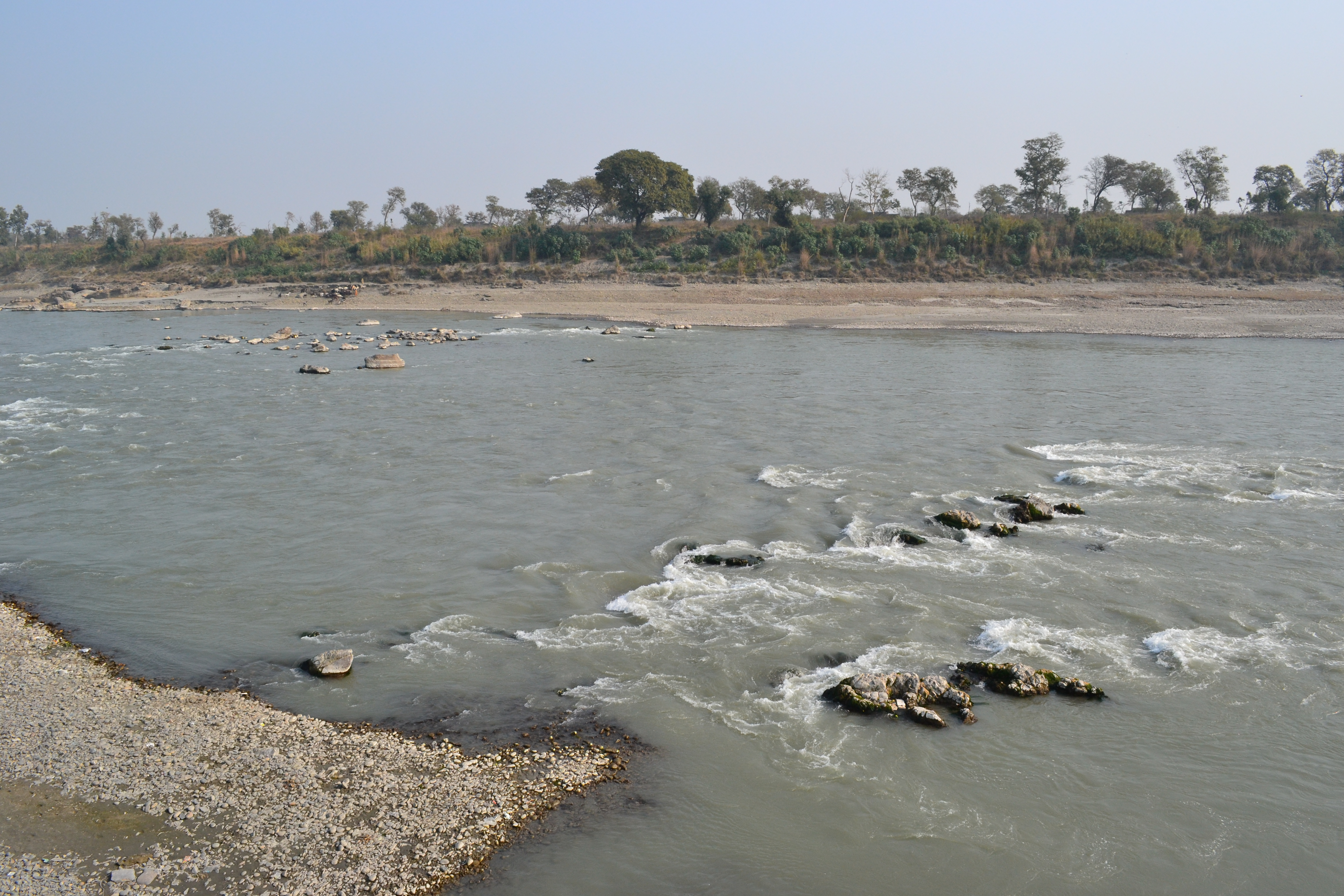
A folyó Winternél
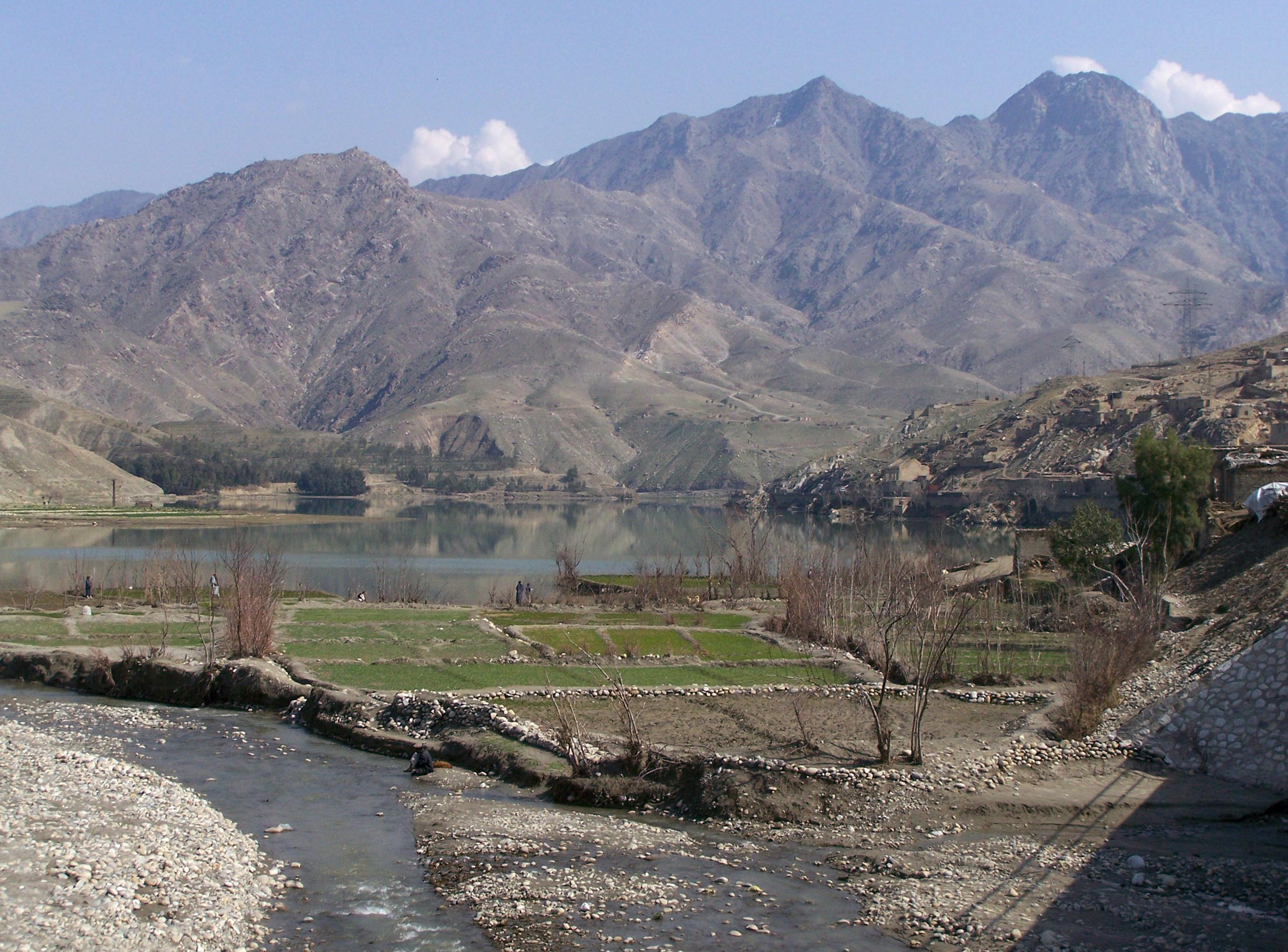
A Kabul folyó Surobinál
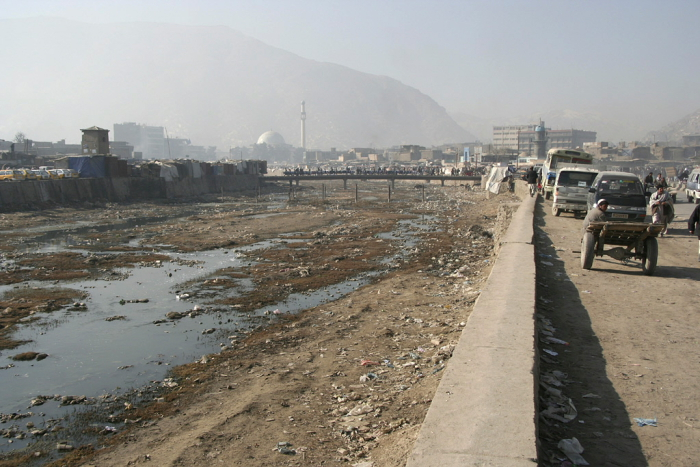
A folyó decemberben
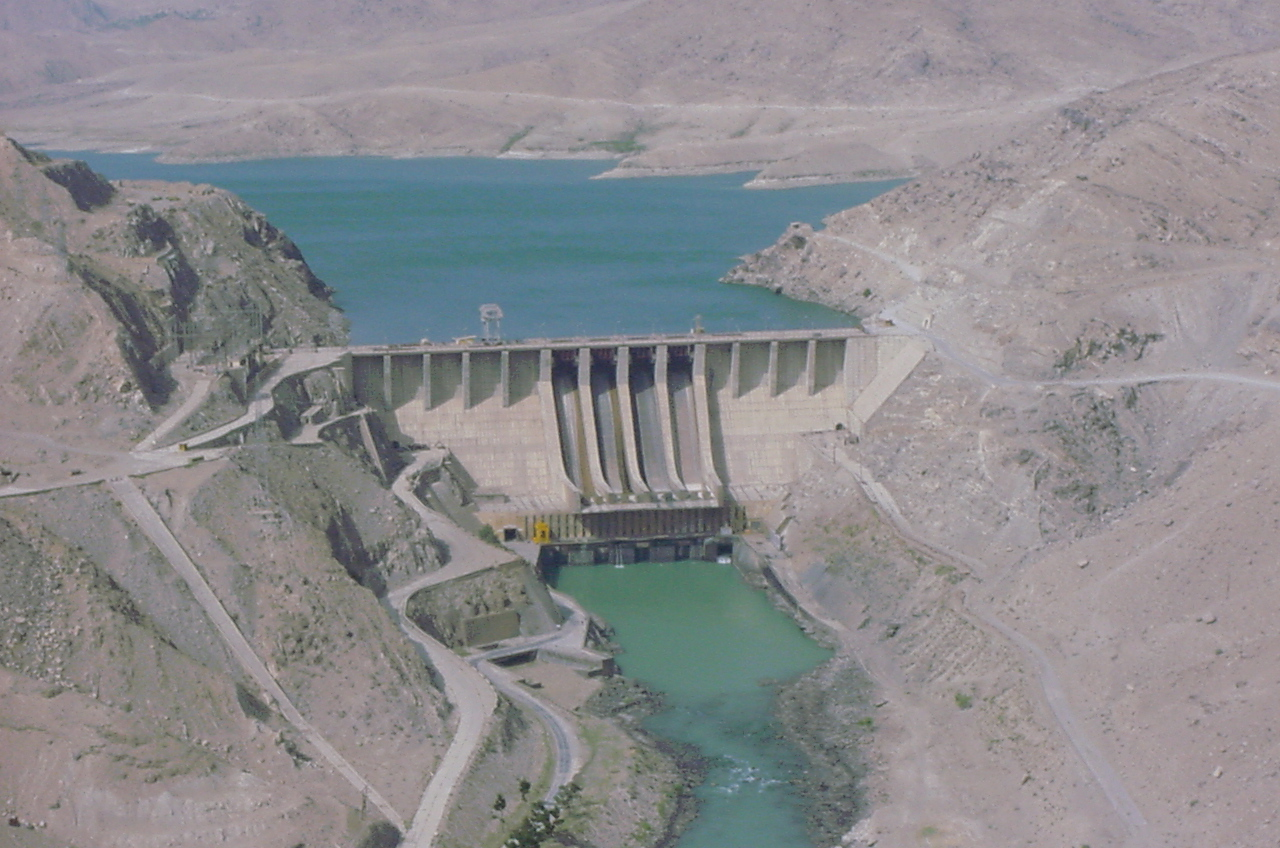
Duzzasztógát Dzsálálábádnál a Kabul folyón
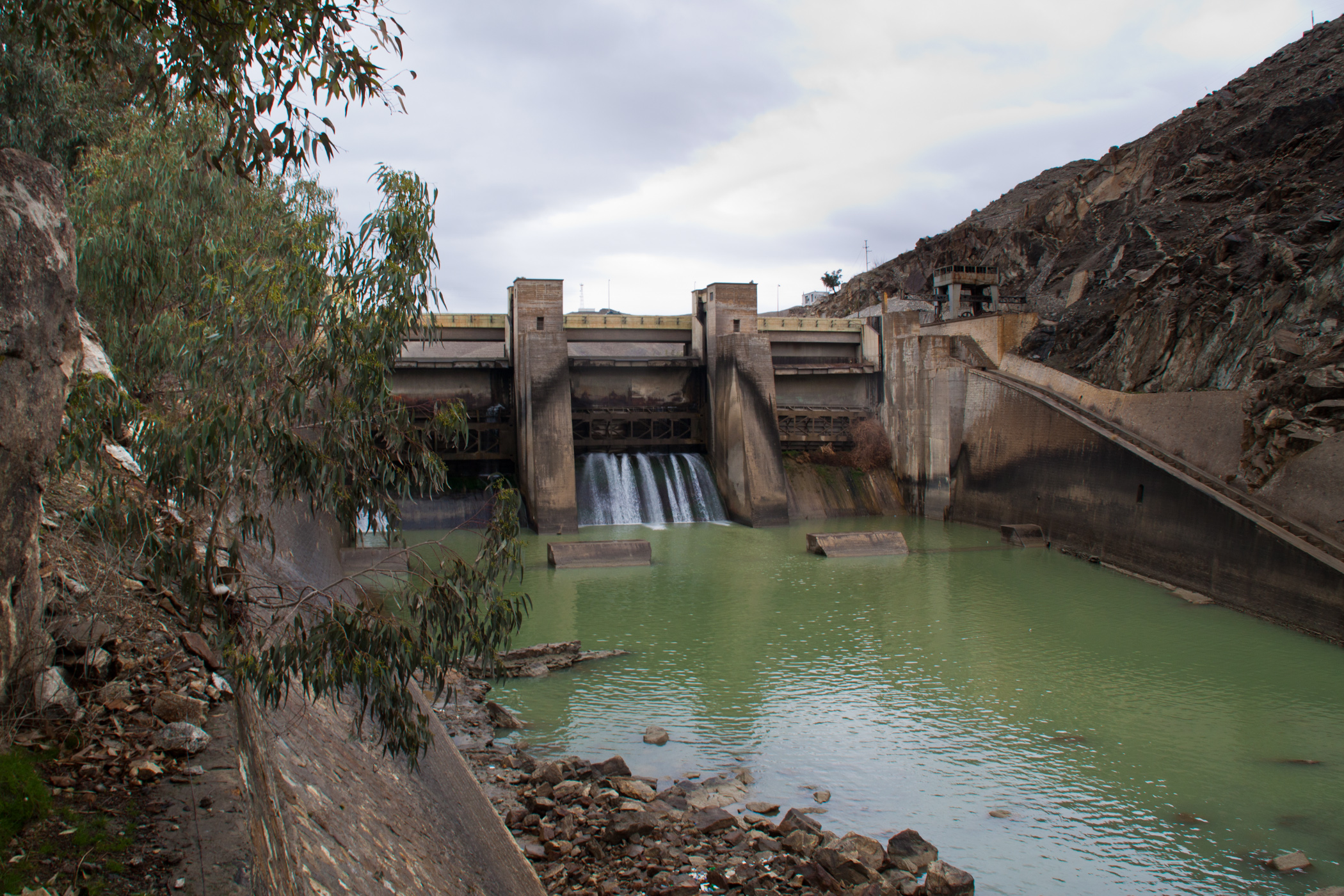
Duzzasztógát a folyón
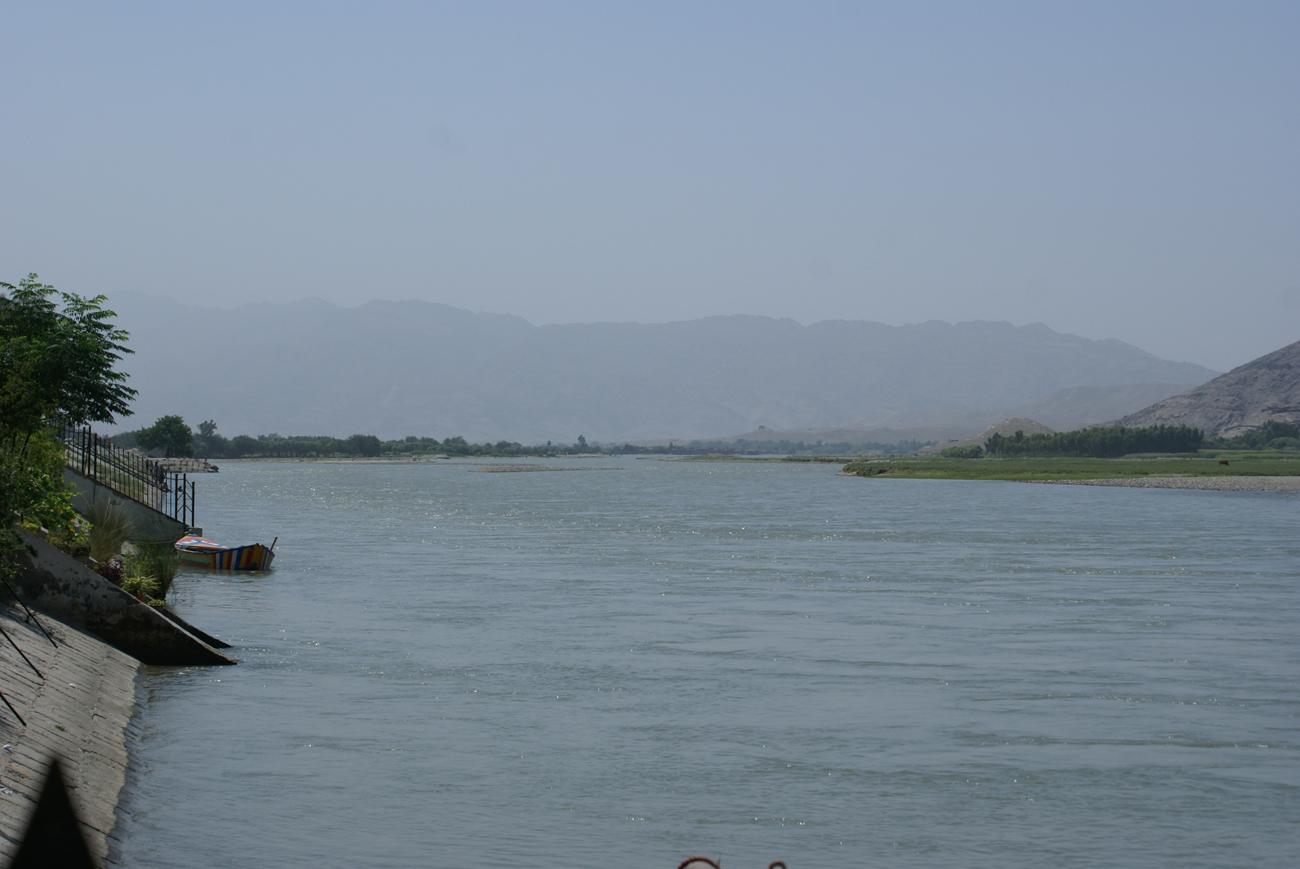
A folyó Dzsálálábádnál
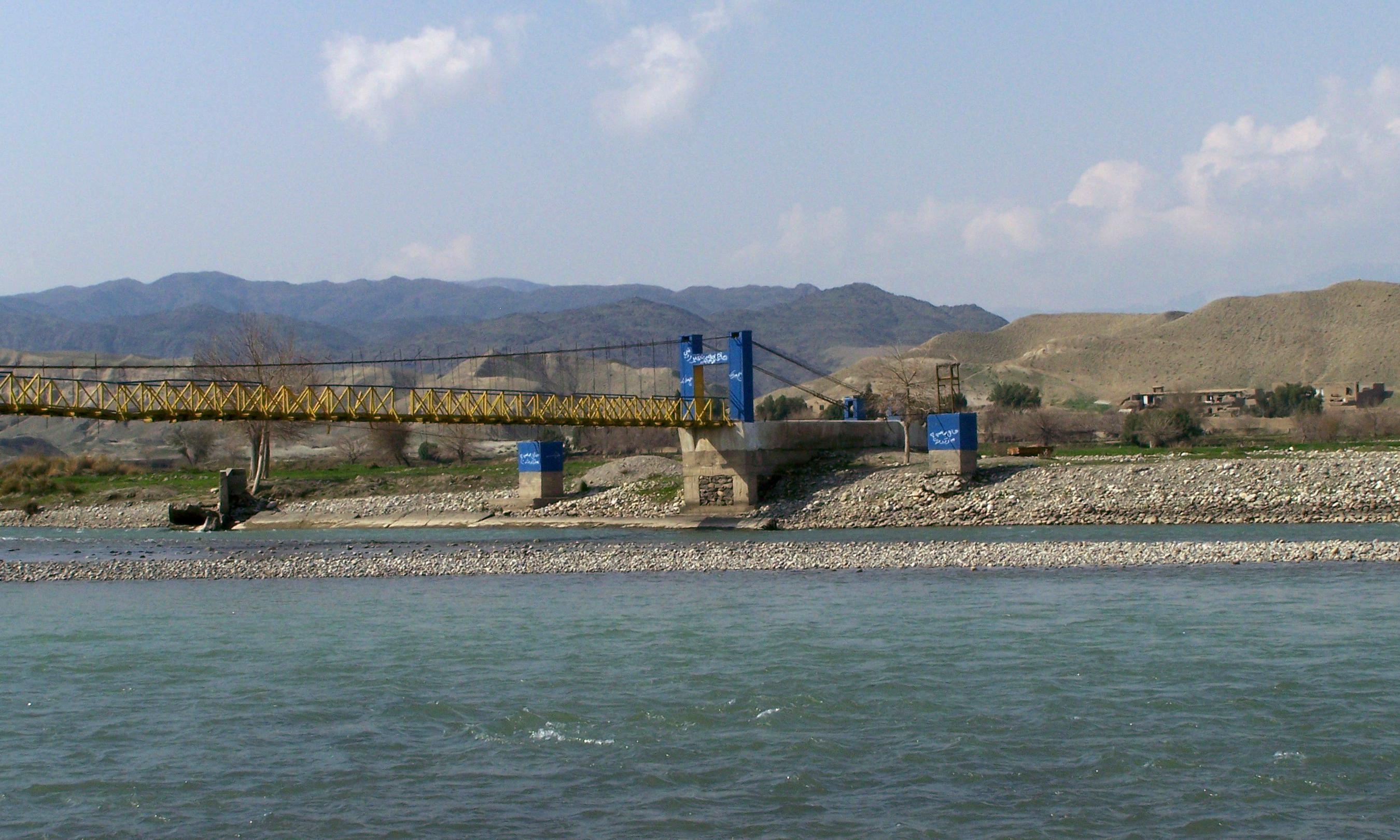
Híd a folyón Kabulnál

## Fordítás
Ez a szócikk részben vagy egészben  a   Kabul River című angol Wikipédia-szócikk fordításán alapul.  Az eredeti cikk szerkesztőit annak laptörténete sorolja fel. Ez a jelzés csupán a megfogalmazás eredetét és a szerzői jogokat jelzi, nem szolgál a cikkben szereplő információk forrásmegjelöléseként.